# Confessionalismo
Confessionalismo (em árabe: محاصصة طائفية; Muhassasah taifiyya) é um sistema de governo que foi criado, de jure, para unir religião e política. Pode significar a distribuição de poder político e institucional proporcionalmente entre as comunidades religiosas.

## Líbano
Embora tenha sido concebido para ser uma solução temporária "até que a Câmara promulgue novas leis eleitorais, numa base não-confessional", passados mais de 80 anos, o confessionalismo ainda é o sistema de governo implementado no Líbano. Todos os postos no governo e cadeiras na legislatura são rateados entre os diferentes grupos religiosos de acordo com um acordo político, como o peso demográfico relativo desses grupos.  A Constituição de 1926, alterada depois do Acordo de Taif em 1990 e do Acordo de Doha em 2008 especificou que deve haver 54 deputados cristãos e 54 deputados muçulmanos (na prática há 64 deputados cada). Dentro desses dois grupos também existem assentos que devem ser partilhados de acordo com o peso demográfico de cada comunidade. A Constituição libanesa também garante autonomia segmentar a 18 comunidades reconhecidas no país em domínios como a educação. O Líbano também apresenta outras características de confessionalismo. Desde 2005 a política libanesa foi polarizada em torno de duas coalizões trans-religiosas, com uma maioria nunca capaz de governar sozinha. Há, porém, uma outra seção da Constituição que aborda o desenvolvimento de grupos terceiros, não representados por apoio popular.